# Су Сити
Су Сити (на английски: Sioux City, произнася се [su: 'sɪti]) е град в Айова, Съединени американски щати, административен център на окръг Удбъри. Името на града произлиза от названието на индианското племе сиу. Градът се намира при вливането на река Флойд в Мисури, която на това място става плавателна. Населението му е 82 514 души (по приблизителна оценка за 2017 г.).
В Су Сити са родени Алан Хийгър, физик и химик, лауреат на Нобелова награда по химия, и музикантът Томи Боулин (1951 – 1976), член на Deep Purple и James Gang.